# Шантаж (фільм)
«Шантаж» (англ. Blackmail) — новаторський трилер Гічкока, випущений 1929 році як у звуковій, так і в німий версії, що змальовує насичену мальовничу картину лондонського життя.«Шантаж» посів особливе місце в творчості режисера та всього британського кінематографу, ставши першим повнометражним звуковим фільмом, створеним у Сполученому Королівстві.

## Про стрічку
Німий фільм Альфреда Гічкока «Шантаж» вважається одним з видатних, якщо не найкращим, у британському кіномистецтві 1920-х роках. Картина знімалася у 1929 році в епоху появи техніки звукового кіно і спочатку замовлялася у двох варіантах: німому і частково озвученому — з музичним супроводом і деякими діалогами. Відразу оцінивши багаті перспективи нової техніки, дозволило поряд з німою створити і новаторську повністю звукову версію. Зіткнувшись зі значними технічними труднощами, Гічкок долав їх винахідливо. 
Сам Гічкок вітав звук, вбачаючи в ньому засіб підсилення реалізму зображення, але більшість критиків сходяться на думці, що німа версія була значно кращою.
«Німе кіно — найчистіша форма кінематографа», — говорив Гічкок. Більше кадрів, більша рухливість камери і плавність монтажу — все це покращує стилістику розповіді. Кожна сцена має значення, кожен кадр або нагнітає атмосферу, або рухає сюжет вперед. Майстерно змонтовані перші вісім хвилин фільму «Шантаж» дозволяють простежити весь процес «обробки» запеклого злочинця поліцією — від затримання до приміщення в тюремну камеру.
У цій кінокартині проявилися багато стилістичні прийоми та особливості, характерні для більш пізніх фільмів Гічкока, зокрема, його захопленість темою чоловічої сексуальної агресії та жіночої уразливості. Як і в пізнішій стрічці «Саботаж» (1936), у фільмі «Шантаж» жінку рятує від переслідування закону коханець-поліцейський. Крім того, як і в ряді інших фільмів Гічкока, героїня відчуває психічний стан «втечі», в якому діє механічно, не контролюючи свої дії. Прикладами можуть служити «Вбивство!» (1930), той же «Саботаж» і якоюсь мірою «Запаморочення» (1958) і «Психо» (1960).
При зніманні звукової версії фільму виникла проблема: чеська актриса Анні Ондра говорила англійською з акцентом, тому в кадрі вона просто відкривала рот, а її репліки вимовляла синхронно інша актриса, Джоан Баррі, що стоїть за камерою. Це створювало великі труднощі, оскільки техніка дубляжу в той час ще не була відома. Цікавий метод дубляжу був випробуваний вперше в цьому фільмі. 
За твердженням молодого Майкла Пауелла, майбутнього режисера «Сходи в небо» (1946), котрий у цей час працював фотографом в кіностудії, це він запропонував прибрати з сценарію третій акт п'єси, де виявлялося, що вбивства не було, та закінчити фільм гонитвою по куполу читального залу Британського музею. Лондон був місцем дії і для інших ранніх робіт Гічкока, таких, як «Мешканець» і «Ринг», проте «Шантаж» — це перший фільм з використанням коронної фінальної сцени.
Фільм вийшов успішним як у комерційному плані, так і з погляду критиків. Звукову версію хвалили за винахідливість. Німа версія фільму вийшла на екрани після звукової, її прокат тривав довше і вона була популярнішою, бо більшість кінотеатрів ще не мали устаткування для демонстрації звукового кіно. «Шантаж» є одним з останніх німих та першим звуковим фільмом Гічкока, а також першим звуковим у Великій Британії.

## Сюжет
Після сварки зі своїм хлопцем — поліцейським Френком (Джон Лонгден), легковажна цікавість приводить Еліс Вайт (Анні Ондра) в гості до молодого художника Крю (Сиріл Рітчард), якому вона погодилася позувати. Художник проявляє себе по відношенню до неї зовсім не шляхетно, намагався її зґвалтувати. Обурена Еліс, захищаючись, випадково вбиває столовим ножем художника Крю. Сніданок в колі сім'ї перетворюється на кошмар, слово ніж продовжує завдавати ударів, а вид його валить у істерику. 
Слідство у справі про загибель художника очолює наречений Еліс, детектив Френк Веббер. Він знаходить в квартирі у художника рукавичку Еліс і приховує цей факт від начальства. 
Незабаром Еліс починають шантажувати — виявляється, був свідок вбивства. Детектив намагається викрити шантажиста Трейсі (Дональд Келтроп), той спершу стоїть на своєму, а потім, намагається втекти з бібліотеки Британського музею, піднявшись на його дах, провалюється крізь скляний купол та розбивається на смерть.
Еліс не витримує докорів сумління і йде в поліцію зізнатися у вбивстві художника. Вона намагається поговорити з головним інспектором Скотланд-Ярду, та вже пізно — справу здано в архів. Френк перериває її та веде з офісу. Еліс зізнається в усьому йому, нічого не сказавши поліції, яка вважає вбивцею Трейсі.

## У ролях
| Актор           | Роль                                                    |
| --------------- | ------------------------------------------------------- |
| Анні Ондра      | Еліс Вайт                                               |
| Сара Оллгуд     | місіс Вайт                                              |
| Шарль Патон     | містер Вайт                                             |
| Джон Лонгден    | детектив Френк Веббер                                   |
| Дональд Келтроп | Трейсі                                                  |
| Сиріл Рітчард   | художник                                                |
| Ганна Джонс     | господиня квартири                                      |
| Гарві Брабан    | головний інспектор Скотланд-Ярду (звукова версія)       |
| Джонні Батт     | сержант (у титрах не вказаний)                          |
| Джоан Беррі     | Еліс Вайт (голос, в титрах не вказана)                  |
| Сем Лівсі       | головний інспектора (в титрах не вказаний, німа версія) |
| Джонні Ешбі     | хлопчик (у титрах не вказаний)                          |

## Камео Гічкока
На 10-й хвилині фільму сам Альфред Гічкок з'являється в цікавому камео — він пасажир у вагоні метро, читає книгу, тоді як маленький хлопчик постійно йому заважає.

## Реставрація
Фільм відновлений Національним архівом Британського інституту кіно (BFI) спільно з кінокомпанією StudioCanal.
У Національному архіві Британського інституту кіно зберігся вихідний негатив німої версії фільму. Однак плівка сильно постраждала від поперечного скручування, оскільки одна сторона зсохлася сильніше за іншу, що в поєднанні з вузькими міжкадровими інтервалами потребувало особливо ретельного цифрового сканування. Спроби добитися рівномірного прилягання для досягнення необхідної різкості зображення могли привести до подальшого пошкодження фотошару. Однак, попри скручування емульсії і крихкість склейки ділянок плівки, в підсумку, вдалося отримати якісне зображення з чудовою градацією тонів.
Фільм «Шантаж» був одним з перших відсканований за допомогою сканера Британського інституту кіно. На окремих ділянках була успішно застосована технологія іммерсійного каналу, коли плівка при скануванні занурюється в спеціальну рідину, щоб усунути або сильно зменшити ефект дрібних подряпин на поверхні.
Після сканування з надвисоким дозволом 4K залишкові ушкодження і розриви кадрів видалялися цифровим способом. Інтертитри у фільмі мали нормальну тривалість, на відміну від звичайних «мерехтливих» флеш-титрів у вихідних негативах німих кінострічок, і були збережені в новій копії. Напливи між кадрами, які відіграють важливу роль в стилістиці оповідання, по можливості відновлювалися на основі двох сусідніх кадрів.
У результаті вийшла надзвичайно чиста стрічка, що зберегла зміст, текстуру та красу первісної кінографіки.